# Schüttelmaschine (Labor)

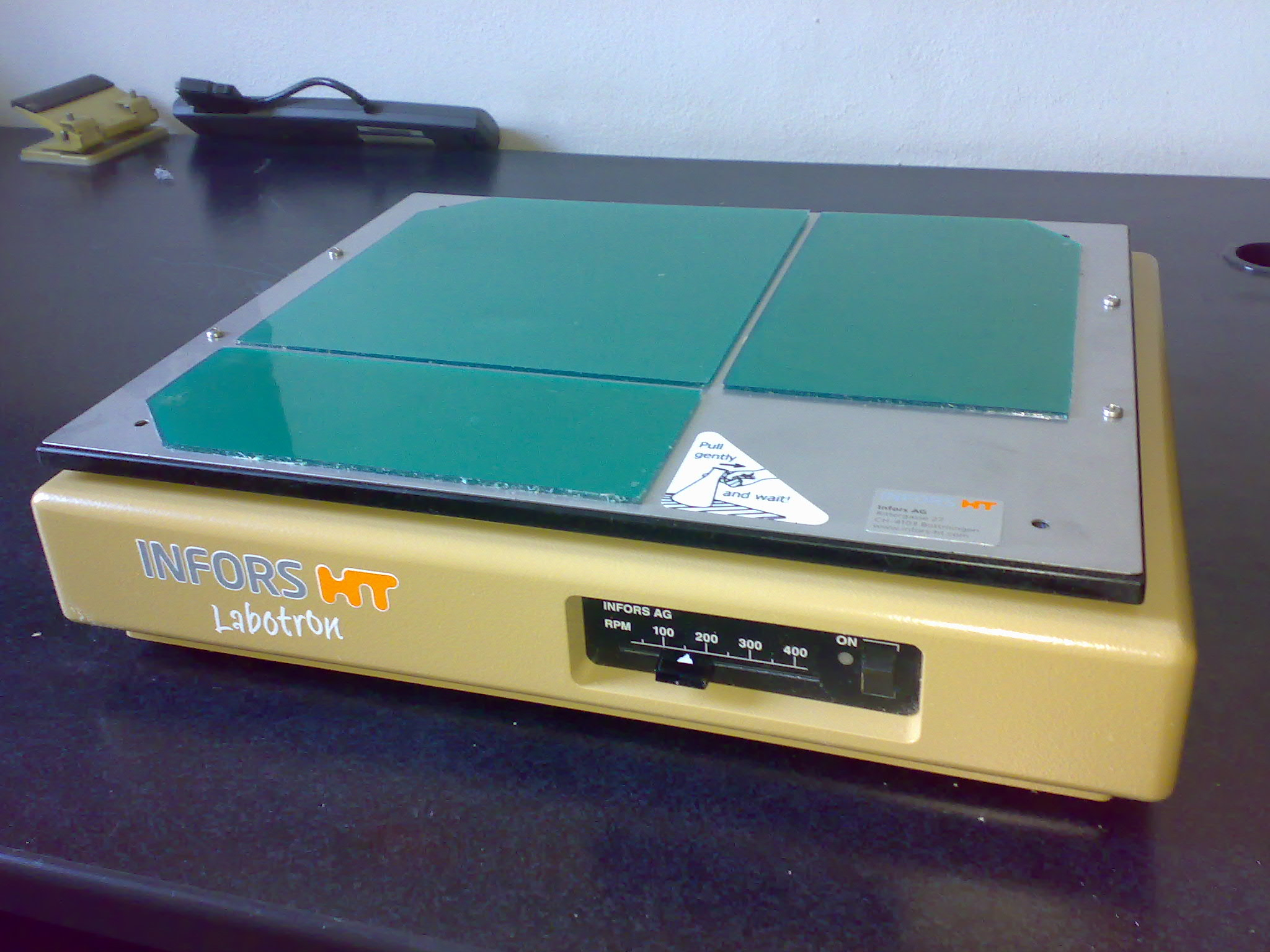
Schüttelmaschine in Tischversion mit Haftmatte

Eine Schüttelmaschine bzw. ein Schüttler ist ein Laborgerät zum gleichmäßigen Durchmischen flüssiger Proben oder Reagenzien.
Schüttelmaschinen im Labor gibt es in verschiedenen Ausführungen. Bei Überkopf-Schüttelmaschinen werden mit Stopfen verschlossene Rundkolben fest eingespannt und über eine horizontale Achse über Kopf langsam gedreht, so dass sich der Inhalt der Kolben stetig durchmischt. Bei Flachbett-Schüttelmaschinen werden Erlenmeyerkolben oder Bechergläser durch schüttelnde und/oder kreisende Bewegungen der waagerechten Auflage ständig in Bewegung gehalten und dadurch der flüssige Inhalt durchmischt.